# Henri-Camille de Beringhen
Henri-Camille de Beringhen (1693 - Paris, 12 février 1770), marquis de Beringhen et d'Uxelles, est un militaire français, collectionneur d'estampes de Rembrandt.

## Biographie
Il est le fils de Jacques-Louis de Beringhen, marquis de Beringhen, premier écuyer du Roi, gouverneur des forts et citadelles de Marseille, directeur général des Ponts et chaussées de France, et de Marie-Madeleine Elisabeth Fare d'Aumont. Il est le petit-fils de Louis Marie Victor d'Aumont, duc d'Aumont ; l'arrière petit-fils de Michel Le Tellier, chancelier de France.
Ses titres et fonctions sont:
- marquis d'Uxelles,
- comte de Plessis-Bertrand et d'Armainvilliers,
- baron de Tenaye et d'Orme,
- seigneur d'Ivry, de Bussy, de Monthelie,
- premier écuyer du roi (1724). Dans le cadre de cette fonction où il est usuellement appelé "Monsieur le premier", il dirige, en liaison avec le Grand écuyer de France, la Petite écurie du Roi, dotée d'un miillier de chevaux, destinés au service ordinaire du Roi, aux attelages, il contribue à l'organisation des chasses royales en liaison avec le grand veneur de France ;
- lieutenant général du gouvernement de Bourgogne (1730) ;
- gouverneur des ville et citadelle de Châlon sur Saône (1730) ;
- Mestre de camp d'un régiment de cavalerie à son nom.
- gouverneur du château de La Muette et du château de Madrid ; capitaine des chasses du Bois de Boulogne (1735) ;

### Un amateur d'art
Henri-Camille de Beringhen est cité comme collectionneur d'estampes de Rembrandt, comme beaucoup d'autres grands amateurs de son époque.
En 1722, son portrait fut peint par Jean-Baptiste Oudry, qui le représente en chasseur.
Il introduisit Oudry auprès de Louis XV, contribuant ainsi à la renommée du grand artiste animalier et à la fécondité de son œuvre.
Vers 1725 il commanda à Nicolas Lancret, considéré comme l'inventeur de ce genre pictural, un Repas au retour de la chasse faisant pendant à Les Plaisirs du Bain. Ces deux œuvres sont entrées en 1990 au Musée du Louvre,.
Dans la vente aux enchères publiques de sa collection, à Paris le 2 juillet 1770, figurait la série des Quatre Éléments par Lancret, qui orna une chambre sur jardin de son hôtel parisien de la rue Saint-Nicaise ; La Terre, fut achetée par le marquis de Lassay (n°71 de sa vente du 22/05/775), puis passa à Alfred de Rothschild, à la comtesse Almina de Carnarvon, en 1976 au baron Hans-Heinrich Thyssen-Bornemisza (reprod. coul. sous le n°49 du catalogue de l'exposition des œuvres anciennes de la collection au Petit-Palais à Paris du 7/01 au 28/03/1982, pp 94 et 95); quant au Feu, il est conservé dans la Galerie nationale du Palais Barberini à Rome.
Dessinateur talentueux, il créa en 1728 le modèle d'un cartel destiné à être placé au chevet du lit de Louis XV à Versailles.
Il hérita du château d'Armainvilliers, qu'il vendit en 1762 au Roi Louis XV.
Il fut propriétaire à Paris, de l'hôtel de Beringhen, rue Saint Nicaise, et près de Paris, du château d'Ivry, que Jean-Baptiste Oudry orna pour lui de peintures. Ces deux édifices sont aujourd'hui disparus.

### Distinction

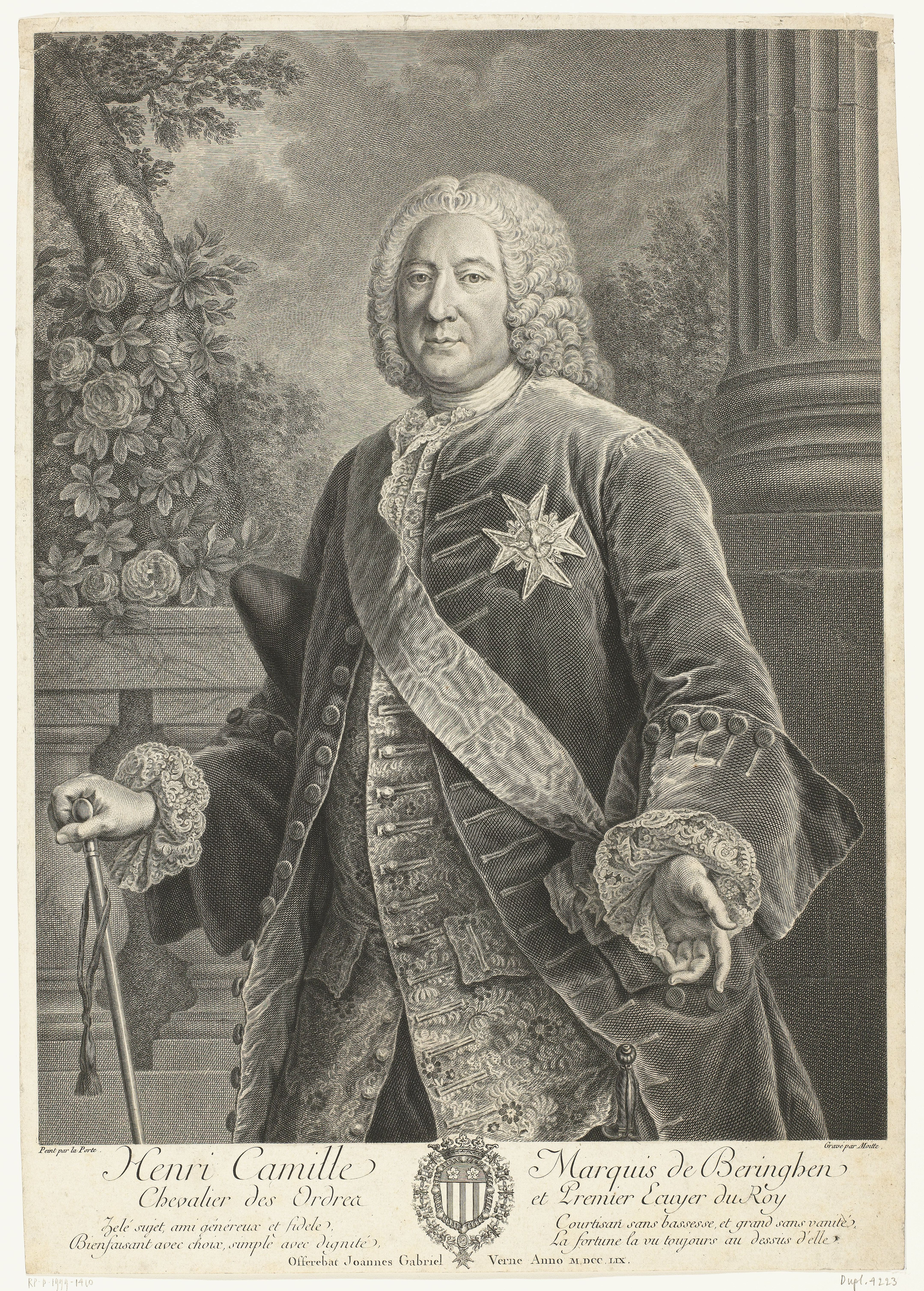
Henri Camille de Beringhen en 1759 - Portrait gravé par Pierre-Etienne Moitte, d'après une peinture de Henri Horace Roland Delaporte

- Henri Camille de Beringhen en 1759 - Portrait gravé par Pierre-Etienne Moitte, d'après une peinture de Henri Horace Roland Delaportechevalier de l'ordre du Saint Esprit (1731)

### Mariage
Il épouse en 1743 Angélique-Sophie de Hautefort (22 septembre 1702 - Paris, 3 mai 1789), fille de Louis Charles de Hautefort, marquis de Surville, seigneur de Champien, lieutenant-général des armées du Roi, chevalier de Saint-Louis, et de Anne-Louise de Crevant d'Humières. Elle était la petite-fille de Louis de Crevant, duc d'Humières, maréchal de France et la sœur d'Emmanuel Dieudonné de Hautefort, 5e marquis de Hautefort, lieutenant-général des armées du Roi, ambassadeur à Vienne.
Elle était aussi veuve de Jean-Luc de Lauzières, marquis de Thémines, et ne laissa pas de descendance de ses deux mariages successifs.